# Mili (Musikprojekt)/Diskografie
Diese Diskografie ist eine Übersicht über die musikalischen Werke des japanischen Musikprojektes Mili. Bisher zählen vier Studioalben, eine EP, 23 Singles sowie mehrere andere musikalische Veröffentlichungen (u. a. Soundtracks, musikalische Zusammenarbeiten und Splits) zum Repertoire des Projektes.

## Alben

### Studioalben
| Jahr | Titel Musiklabel                 | Höchstplatzierung, Gesamtwochen, AuszeichnungChartsChartplatzierungen (Jahr, Titel, Musiklabel, Platzierungen, Wochen, Auszeichnungen, Anmerkungen) | Anmerkungen                              |
| Jahr | Titel Musiklabel                 | JP | Anmerkungen                              |
| ---- | -------------------------------- | --- | ---------------------------------------- |
| 2014 | Mag Mell Saihate Records         | JP31 (3 Wo.)JP | Erstveröffentlichung: 17. September 2014 |
| 2016 | Miracle Milk Saihate Records     | JP12 (4 Wo.)JP | Erstveröffentlichung: 12. Oktober 2016   |
| 2018 | Millenium Mother Saihate Records | JP17 (4 Wo.)JP | Erstveröffentlichung: 12. Oktober 2016   |
| 2022 | Key Ingredient Eigenproduktion   | — | Erstveröffentlichung: 2. Juni 2022       |

### EPs
| Jahr | Titel Musiklabel    | Höchstplatzierung, Gesamtwochen, AuszeichnungChartsChartplatzierungen (Jahr, Titel, Musiklabel, Platzierungen, Wochen, Auszeichnungen, Anmerkungen) | Anmerkungen                        |
| Jahr | Titel Musiklabel    | JP | Anmerkungen                        |
| ---- | ------------------- | --- | ---------------------------------- |
| 2017 | Hue Saihate Records | JP25 (2 Wo.)JP | Erstveröffentlichung: 24. Mai 2017 |

## Singles
| Jahr | Titel Album                    | Höchstplatzierung, Gesamtwochen, AuszeichnungChartsChartplatzierungen (Jahr, Titel, Album, Platzierungen, Wochen, Auszeichnungen, Anmerkungen) | Anmerkungen                                                                    |
| Jahr | Titel Album                    | JP | Anmerkungen                                                                    |
| ---- | ------------------------------ | --- | ------------------------------------------------------------------------------ |
| 2018 | Rightfully –                   | JP24 (7 Wo.)JP | Enthält das gleichnamige Vorspannlied für die Anime-Fernsehserie Goblin Slayer |
| 2020 | Intrauterine Education –       | JP30 (2 Wo.)JP | Enthält das Abspannlied sustain++ der ONA zu Ghost in the Shell: SAC 2045      |
| 2020 | Ame to Taieki to Nioi/Static – | JP28 (2 Wo.)JP | Enthält das Abspannlied Ame to Taieki to Nioi zur Anime-Fernsehserie Gleipnir  |

Weitere Singles
| Jahr | Titel                                    | Musiklabel           |
| ---- | ---------------------------------------- | -------------------- |
| 2018 | Camelia                                  | Saihate Records      |
| 2018 | Lemonade                                 | Saihate Records      |
| 2018 | Within                                   | Saihate Records      |
| 2019 | Victim                                   | Saihate Records      |
| 2019 | 不死蝶                                   | Saihate Records      |
| 2019 | Sloth                                    | Saihate Records      |
| 2019 | 蜜蜂                                     | Saihate Records      |
| 2019 | Birthday Kid                             | Saihate Records      |
| 2020 | Cast Me a Spell / 魔法使いの約束 & Mili  | coly audio           |
| 2020 | 雨と体液と匂い (Ending Version)          | Victor Entertainment |
| 2020 | sustain++; (Ending Version)              | Victor Entertainment |
| 2020 | String Theocracy                         | Saihate Records      |
| 2020 | Holy and Darkness 1 / arai tasuku & Mili | Saihate Records      |
| 2020 | From a Place of Love                     | Saihate Records      |
| 2020 | Phantomcat of Meowloween                 | Saihate Records      |
| 2021 | Iron Lotus                               | Saihate Records      |
| 2021 | Bulbel / Mili & Ender Lilies             | Saihate Records      |
| 2021 | Flowerworks / 魔法使いの約束 & Mili      | Saihate Records      |
| 2021 | In Hell We Live, Lament (feat. Kihow)    | Saihate Records      |
| 2022 | Dandelions & Bento Boxes                 | Saihate Records      |

### Weitere Veröffentlichungen
- 2012: Chronological (Kompilation, Liedbeteiligung)
- 2013: MuNiCa – Cry of Pluto [Original Soundtrack] (Soundtrack)
- 2013: H△G×Mili (Split-Veröffentlichung mit H△G)
- 2014: Klavier (Piano-Album von Yamato Kasai)
- 2014: Holy and Darkness 1 (Gemeinschafts-Veröffentlichung mit Tasuku Arai)
- 2015: H△G×Mili vol. 2 (Split-Veröffentlichung mit H△G)

## Statistik

### Chartauswertung
|                     | JP    |
| ------------------- | ----- |
| Nummer-eins-Alben   | JP—JP |
| Top-10-Alben        | JP—JP |
| Alben in den Charts | JP4JP |

|                       | JP    |
| --------------------- | ----- |
| Nummer-eins-Singles   | JP—JP |
| Top-10-Singles        | JP—JP |
| Singles in den Charts | JP3JP |